# Xistrella dohrni
Xistrella dohrni är en insektsart som beskrevs av Günther, K. 1939. Xistrella dohrni ingår i släktet Xistrella och familjen torngräshoppor.

## Underarter
Arten delas in i följande underarter:
- X. d. dohrni
- X. d. palawanica